# Rhizogoniales
Rhizogoniales, red pravih mahovina opisan 2004. godine. Dio je nadreda Bryanae. Prije je postojala podjela na tri porodice., od kojih su dvije izdvojene, jedna u vlastiti red Aulacomniales (Aulacomniaceae), i jedna monpotipična,  Calomniaceae, čiji je rod Calomnion ukljujčen u porodicu Rhizogoniaceae.

## Porodice
1. Rhizogoniaceae Broth.

- Aulacomniaceae Schimp. ⇒Aulacomniales
- Calomniaceae Kindb., sada rod Calomnion